# Osztás Anett
Osztás Anett (1977–) magyar régész.

## Életpályája
2000-ben szerzett történelem és 2001-ben régészet szakos diplomát a Szegedi Tudományegyetemen (SZTE). A Magyar Régész Szövetség tagja.

## Szervezeti tagságok
- Magyar Régész Szövetség

## Művei

### Könyvei
- Zalai-Gaál –A. Grisse –A. Osztás –K. Köhler: Die Durchbohrten Steingeräte des Südtransdanubischen Neolithikums (5. Jahrtausend V. CHR.). Varia Archaeologica Hungarica XXX. Archaeolingua, Budapest, 2014

### Cikkei
- Pósa Annamária; Mende Balázs Gusztáv; Köhler Kitti; Osztás Anett; Maixner Frank; Zink Albert; Sola Christophe; Dutour Olivier; Molnár Erika; Pálfi György: Tuberkulózis nyomai késő neolitikum – kora rézkori magyarországi emberi maradványokban (Alsónyék-Bátaszék, Dél-Magyarország).ANTHROPOLOGIAI KÖZLEMÉNYEK, (57). pp. 29-39. ISSN 0003-5440 (2016)
- Szécsényi-Nagy Anna; Brandt Guido; Haak Wolfgang; Keerl Victoria; Jakucs János; Möller-Rieker Sabine; Köhler Kitti; Mende Balázs Gusztáv; Oross Krisztián; Marton Tibor; Osztás Anett; Kiss Viktória; Fecher Marc Fecher; Pálfi György; Molnár Erika; Sebők Katalin; Czene András; Paluch Tibor; Slaus Mario; Novak Mario; Pecina-Slaus Nives; Ősz Brigitta; Voicsek Vanda; Somogyi Krisztina; Tóth Gábor Antal; Kromer Bernd; Bánffy Eszter; Alt Kurt W.: Tracing the genetic origin of Europe's first farmers reveals insights into their social organization.PROCEEDINGS OF THE ROYAL SOCIETY B-BIOLOGICAL SCIENCES, (282) 1805. Paper 20150339-9 p. ISSN 0962-8452 (2015)
- Pósa Annamária; Maixner Frank; Mende Balázs Gusztáv; Köhler Kitti; Osztás Anett; Sola Christophe; Dutour Olivier; Masson Muriel; Molnár Erika; Pálfi György; Zink Albert: Tuberculosis in late neolithic-early copper age human skeletal remains from Hungary.TUBERCULOSIS, (95) Supplement 1. S18-S22. ISSN 1472-9792 (2015)